# 科特內峰
科特內峰（英語：Courtney Peak），是南極洲的山峰，位於埃爾斯沃思地，處於赫里蒂奇嶺的格羅斯山北部，海拔高度1,060米，美國地質調查局根據測量和美國海軍拍攝的空中照片繪入地圖，現時由南極條約體系管理。